# Estación de Candás-Apeadero
Candás-Apeadero es un apeadero ferroviario situada en el municipio español de Carreño en el Principado de Asturias. Forma parte de la red de vía estrecha operada por Renfe Operadora a través su división comercial Renfe Cercanías AM. Está integrada dentro del núcleo de Cercanías Asturias como parte de la línea C-4 (antigua F-4) entre Cudillero y Gijón. Cuenta también con servicios regionales. 

## Situación ferroviaria
Se encuentra en el punto kilométrico 307,36 de la línea férrea de ancho métrico que une Ferrol con Gijón a 27 metros de altitud. El tramo es de vía única electrificada.

## Historia
Si bien la parada se ubica en el recorrido entre Candás y Aboño, abierto al tráfico en 1910 por la Sociedad de las Minas y Ferrocarril de Carreño, no se ubicó ninguna parada en la zona. Su origen como tal, fue posterior y motivado por la necesidad de dotar a la parroquia de una parada más cercana al centro urbano que la estación de Candás que se ubica al suroeste. 

## Servicios ferroviarios

### Cercanías
Forma parte de la línea C-4 Gijón - Cudillero de Cercanías Asturias. Al menos treinta trenes diarios, en ambos sentidos, se detienen entre semana en el recinto. La frecuencia disminuye durante los fines de semana y festivos.
| procedencia/destino | < estación | Línea | estación > | destino/procedencia |
| ------------------- | ---------- | ----- | ---------- | ------------------- |
| Gijón               | Perlora    |       | Candás     | Cudillero           |